# 山齊·杜特
山齊·杜特 （1959年7月29日—）是一名印度演员和制片人，主要演出宝莱坞電影。他是电影演员蘇尼·杜特和纳吉丝·杜特的儿子。
山齊·杜特於1981年首次演出，其后出演过多部印地语电影。杜特經常扮演惡棍，至今较為人所知的電影是由拉库马·希拉尼執導的《Munna Bhai M.B.B.S》（2003）及《Lage Raho Munna Bhai》（2006），飾演心地善良的黑幫大哥Munna。